# Amata cataleptica
Amata cataleptica är en fjärilsart som beskrevs av Hermann Stauder 1914. Amata cataleptica ingår i släktet Amata och familjen björnspinnare. Inga underarter finns listade i Catalogue of Life.